# Python sebae
Il pitone di Seba (Python sebae) o pitone delle rocce africano è un serpente gigante, appartenente alla famiglia dei pitonidi (Pythonidae). Vive in Africa, in una vasta zona a sud del Sahara, ed è il più grande serpente africano.

## Descrizione
Il Pitone delle rocce africano è un serpente di grandi dimensioni, misurando in media dai 3 ai 4 m ed eccezionalmente 6,5 m. Il diametro del tronco può raggiungere i 25-30 centimetri, ma nonostante la mole il suo aspetto risulta più leggero rispetto a quello di altri grandi pitoni (come Python molurus). Il colore dominante del corpo è bruno, ma le tonalità sono molto variabili e può tendere quasi al nero. Il dorso è maculato, e i disegni irregolari sono solitamente bruno scuri contornati di giallo. La femmina depone 30 – 40 uova, ma sono stati notati casi in cui le uova deposte erano circa un centinaio. La cova dura un paio di mesi, al termine dei quali vengono alla luce piccoli pitoni lunghi circa 60 centimetri.

## Habitat
Nella zona subsahariana dove è diffuso, il pitone di Seba predilige zone aperte ma dotate di vegetazione e foreste. Tende anche a frequentare habitat dotati di corsi d'acqua, dove si dimostra un buon nuotatore e può rimanere immerso anche per parecchio tempo.

## Stile di vita
È famoso per essere molto aggressivo ed anche gli esemplari nati in cattività mantengono un’indole notevolmente irascibile. Le sue prede abituali sono uccelli corridori, grossi roditori, antilopi e altri ungulati; può spingersi presso zone abitate dall'uomo, dove va alla caccia di animali domestici o fa visita ai pollai.
Grazie all'articolazione elastica della mandibola e ad altre particolari caratteristiche anatomiche, è in grado di ingerire prede notevolmente più grandi di lui. È in grado di nutrirsi di coccodrilli, maiali, conigli, scimmie, capre, facoceri, gazzelle e perfino di felini. Dopo un pasto costituito ad esempio da un'antilope, il pitone rimane inattivo per svariate settimane, durante le quali si svolge la digestione. Anche a processo completato, però, questo serpente può ancora digiunare per alcune settimane, senza che vi siano variazioni di peso.

## Origine del nome
Questo rettile prende il nome dal grande naturalista olandese Albertus Seba.